# Bataille de Kirksville
Guerre de Sécession
Batailles
- Moore's Mill
- Kirksville
- 1re Independence
- Compton's Ferry
- Lone Jack
- 1re Newtonia
- Old Fort Wayne
- Island Mound
- Clark's Mill

La bataille de Kirksville a lieu le 6 août 1862, durant la guerre de Sécession. Cette victoire permet aux nordistes d'affirmer leur emprise sur la partie sud-est de l'État du Missouri.

## Contexte

### Contexte géographique
Situé à l'ouest du Mississippi, l'État du Missouri est important pour chaque belligérant.

### Contexte militaire
Le Missouri a basculé du côté sudiste, mais les forces fédérales sont présentes sur la majeure partie du territoire.
Le colonel Joseph C. Porter recrutait dans le comté de Macon (Missouri), région favorable à la sécession en particulier par les racines sudistes d'une bonne partie de sa population (bien que le sentiment de l'Union ait été plus fort que dans les comtés environnants). Il réunit une brigade de 1 500 à 2 500 soldats mal entraînés et mal équipés, mais ses irréguliers avaient harcelé et recruté aussi loin au nord que Memphis (Missouri).
Il avait aussi été attiré par les affirmations d'un capitaine Tice Cain, fermier du comté d'Adair, qui disait tenir la ville de Macon avec 500 recrues. Mais les quelques centaines d'hommes qu'il a à sa disposition sont mal entraînés et mal équipés.

## Déroulement du combat

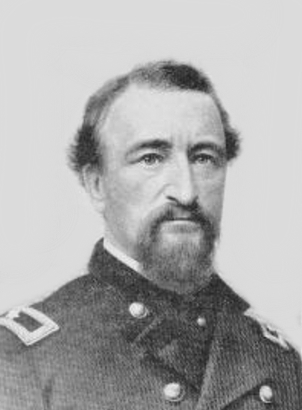
Commandant de l'Union, colonel John McNeil.

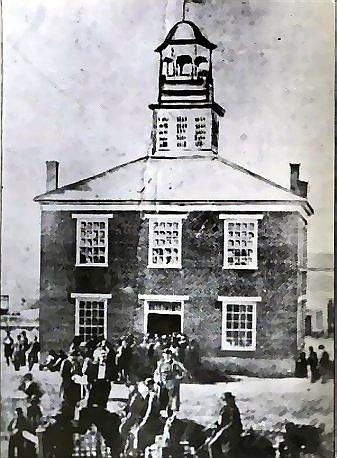
Palais de justice du comté d'Adair, utilisé par les tireurs d'élite confédérés pendant la bataille de Kirksville.

Le colonel unioniste John McNeil du 2nd Missouri Cavalry et ses troupes, totalisant environ 1 000 hommes, poursuivent Porter depuis plus d'une semaine. Avant midi, le 6 août, McNeil attaque Porter dans la ville de Kirksville, où les confédérés sont retranchés dans les maisons et les magasins et parmi les cultures dans les champs voisins, en particulier dans le palais de justice du comté et les bâtiments commerciaux de la place. Leur présence est découverte par un détachement de l’Union qui s’est porté volontaire pour faire le tour de la place afin d'attirer des tirs et de faire se révéler les confédérés — un acte de courage qui coûte la vie à deux soldats de l’Union. McNeil déploie son artillerie avant d'avancer en une ligne large vers la place de la ville.
Les nordistes canonnent les positions sudistes. Certains sudistes, démoralisés, reculent pour occuper une nouvelle position derrière une haie, à l'ouest du centre-ville. Les forces fédérales attaquent alors en tenaille, avec le lieutenant-colonel William F. Shaffer sur la droite et le commandant Henry C. Caldwell, du 3rd Iowa Cavalry, sur la gauche. Lorsque les deux ailes se rencontrent, les unionistes parviennent à chasser les confédérés du palais de justice. Cette attaque force les sudistes restants à reculer et prendre position derrière la haie.
Les sudistes résistent dans cette position jusque vers 14h00, pour être finalement submergés. Les pertes sudistes se montent à quelque 150 morts et 300-400 blessés (d'après le rapport officiel du colonel McNeil). Les nordistes ont eu 6 tués et 32 blessés.
Trois jours plus tard, d'autres forces fédérales viennent occuper la ville. Ils terminent le travail entamé à Kirksville, détruisant le reste des forces de Porter.

## Conséquences
Selon une lettre du résident J. Martin, écrite une semaine après la bataille, les morts confédérés s'élèvent à environ 200 hommes, et celles de Union à 30 ; Le compte rendu officiel de McNeill précise 150 confédérés tués (300 à 400 blessés) contre 6 morts pour l'Union (32 blessés). Deux victimes civiles sont signalées : James Dye, un agriculteur de soixante ans avec deux fils dans l’armée de l’Union, a été retenu toute la nuit par Porter lors de son approche de la ville. L'autre est Mme Elizabeth Cutts (également nommée "Kutz" et "Coots"). La plupart des habitants de Kirksville ont tenu compte de l'avertissement de Porter de partir, mais Cutts a été abattue lorsque deux soldats confédérés ont tenté d'entrer dans la cave où elle se cachait.
John L. Porter, un citoyen local éminent (sans relation avec le chef confédéré), demande et obtient la permission de soigner les blessés confédérés. McNeil fournit un chirurgien et des instruments, Porter ayant précédemment réquisitionné tout l'équipement médical. Les morts confédérés sont déposés dans plusieurs fosses communes du cimetière Forest Llewellen ; un monument marque maintenant l'endroit. Certains sont ensuite récupérés par leurs familles.

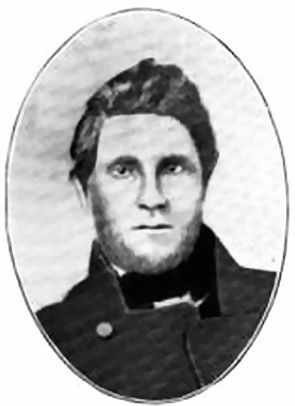
Le lieutenant-colonel confédéré Frisby McCullough, exécuté à la suite de la bataille de Kirksville.

Quinze confédérés sont sommairement traduits devant la cour martiale sur les ordres de McNeil et exécutés pour avoir violé les accords de libération conditionnelle antérieurs de ne pas reprendre les armes avant d’être échangés formellement. Bien que l'exécution soit permise dans le cadre de normes militaires, cela est rarement fait et McNeil est critiqué pour cette décision et la nécessité des procédures, par John L. Porter (Kirksville Daily Express, 1912) et Joseph Mudd, entre autres. Un certain nombre d'autres exécutions douteuses surviennent, y compris celles du Dr John Davis (certaines personnes lui auraient dit de courir et auraient tiré dessus) et du lieutenant-colonel Frisby McCullough — un subordonné de Porter qui est jugé et condamné à mort en tant que Bushwhacker, même s'il a été capturé avec un uniforme confédéré ordinaire et portant des lettres l'autorisant à recruter des troupes. Il est autorisé à donner l'ordre de tirer, et ses derniers mots sont : « Que Dieu te pardonne pour ce meurtre à sang froid. Visez le cœur. Feu ! » Une deuxième volée est nécessaire.
McNeil sera plus tard impliqué dans le « massacre de Palmyra (en) », le 18 octobre de la même année. Il sera élu le 7 juin 1891 pour deux mandats, shérif du comté de Saint-Louis. Joseph C. Porter meurt le 18 février 1863 des blessures subies lors d'un engagement à Hartville.
La victoire à Kirksville permet de consolider la domination de l'Union dans le nord-est du Missouri.

## Sources
- (en) Cet article est partiellement ou en totalité issu de l’article de Wikipédia en anglais intitulé « Battle of Kirksville » (voir la liste des auteurs).